# Сибињ (Хрватска)
Сибињ насеље и седиште истоимене општине у Бродско-посавској жупанији, Република Хрватска.

## Историја
До територијалне реорганизације у Хрватској налазио се у саставу бивше велике општине Славонски Брод.
Побуна сељака у Сибињу 20. фебруара 1935. се десила под утицајем жупника из Подцркавља Михајла Праксића, који је сељаке из тог села повео у духовни рат. Велики број жртава ових сељака понео је на својој души овај клерикалац, чији је живот био испуњен неморалним и криминалним радњама. Раније је био кажњаван за фалсификовање новца, а од свог бискупа Акшамовића је протеран из жупе због неморалног живота и скандала. 
Један од усташких злочинаца из села, Милан Павичић је хапсио Србе у доба НДХ, одводио их у логоре, батинао их је у Кобашу и Ориовцу. 1942. је служио као војник на Дрини и клао је и убијао Србе. По сопственом признању, сам је са једне хриди бацио 70 Срба у Дрину.

## Становништво
На попису становништва 2011. године, општина Сибињ је имала 6.895 становника, од чега у самом Сибињу 2.424.

## Попис 1991.
На попису становништва 1991. године, насељено место Сибињ је имало 2.226 становника, следећег националног састава:
| Попис 1991.‍   | Попис 1991.‍  | Попис 1991.‍ | Попис 1991.‍ | Попис 1991.‍ |
| ------------- | ------------ | ----------- | ----------- | ----------- |
|               |              |             |             |             |
| Хрвати        | Хрвати       |             | 2.053       | 92,22%      |
| Срби          | Срби         |             | 63          | 2,83%       |
| Југословени   | Југословени  |             | 45          | 2,02%       |
| Украјинци     | Украјинци    |             | 23          | 1,03%       |
| Албанци       | Албанци      |             | 4           | 0,17%       |
| Немци         | Немци        |             | 4           | 0,17%       |
| Пољаци        | Пољаци       |             | 2           | 0,08%       |
| Словенци      | Словенци     |             | 2           | 0,08%       |
| Мађари        | Мађари       |             | 1           | 0,04%       |
| Муслимани     | Муслимани    |             | 1           | 0,04%       |
| неопредељени  | неопредељени |             | 10          | 0,44%       |
| регион. опр.  | регион. опр. |             | 1           | 0,04%       |
| непознато     | непознато    |             | 17          | 0,76%       |
| укупно: 2.226 |              |             |             |             |